# Bahnstrecke Zweibrücken–Brenschelbach
| |                      |                                 |                                 |
| Streckennummer (DB): | 3311                 |                                 |                                 |
| Kursbuchstrecke (DB): | 280e (1959)          |                                 |                                 |
| Kursbuchstrecke: | 280b (1944, 1946)    |                                 |                                 |
| Streckenlänge: | 13 km                |                                 |                                 |
| Spurweite: | 1435 mm (Normalspur) |                                 |                                 |
| |                      |                                 |                                 |
| \| \| \| von Rohrbach (Saar) \| \| \| \| 0,000 \| Zweibrücken Hbf \| Zweibrücken Hbf \| \| \| \| nach Landau (Pfalz) \| \| \| \| \| Bundesstraße 424 \| \| \| \| \| Landesstraße 471 \| \| \| \| \| Bundesautobahn 8 \| \| \| \| 1,880 \| Zweibrücken-Ixheim \| Zweibrücken-Ixheim \| \| \| 4,195 \| Rimschweiler \| Rimschweiler \| \| \| \| Atzenbach \| \| \| \| 5,955 \| Althornbach \| Althornbach \| \| \| \| Althornbach \| \| \| \| \| Unterbeiwalderhof \| \| \| \| \| Hornbach \| \| \| \| 9,343 \| Hornbach \| Hornbach \| \| \| 12,400 \| Grenze Rheinland-Pfalz/Saarland \| Grenze Rheinland-Pfalz/Saarland \| \| \| 13,105 \| Brenschelbach \| Brenschelbach \| |                      |                                 |                                 |
| Strecke |                      | von Rohrbach (Saar)             | von Rohrbach (Saar)             |
| Bahnhof | 0,000                | Zweibrücken Hbf                 | Zweibrücken Hbf                 |
| Abzweig ehemals geradeaus und nach links |                      | nach Landau (Pfalz)             | nach Landau (Pfalz)             |
| Strecke mit Straßenbrücke (Strecke außer Betrieb) |                      | Bundesstraße 424                | Bundesstraße 424                |
| Strecke mit Straßenbrücke (Strecke außer Betrieb) |                      | Landesstraße 471                | Landesstraße 471                |
| Strecke mit Straßenbrücke (Strecke außer Betrieb) |                      | Bundesautobahn 8                | Bundesautobahn 8                |
| Bahnhof (Strecke außer Betrieb) | 1,880                | Zweibrücken-Ixheim              | Zweibrücken-Ixheim              |
| Haltepunkt / Haltestelle (Strecke außer Betrieb) | 4,195                | Rimschweiler                    | Rimschweiler                    |
| Brücke über Wasserlauf (Strecke außer Betrieb) |                      | Atzenbach                       | Atzenbach                       |
| Haltepunkt / Haltestelle (Strecke außer Betrieb) | 5,955                | Althornbach                     | Althornbach                     |
| Brücke über Wasserlauf (Strecke außer Betrieb) |                      | Althornbach                     | Althornbach                     |
| Haltepunkt / Haltestelle (Strecke außer Betrieb) |                      | Unterbeiwalderhof               | Unterbeiwalderhof               |
| Brücke über Wasserlauf (Strecke außer Betrieb) |                      | Hornbach                        | Hornbach                        |
| Bahnhof (Strecke außer Betrieb) | 9,343                | Hornbach                        | Hornbach                        |
| Grenze (Strecke außer Betrieb) | 12,400               | Grenze Rheinland-Pfalz/Saarland | Grenze Rheinland-Pfalz/Saarland |
| Kopfbahnhof Streckenende (Strecke außer Betrieb) | 13,105               | Brenschelbach                   | Brenschelbach                   |

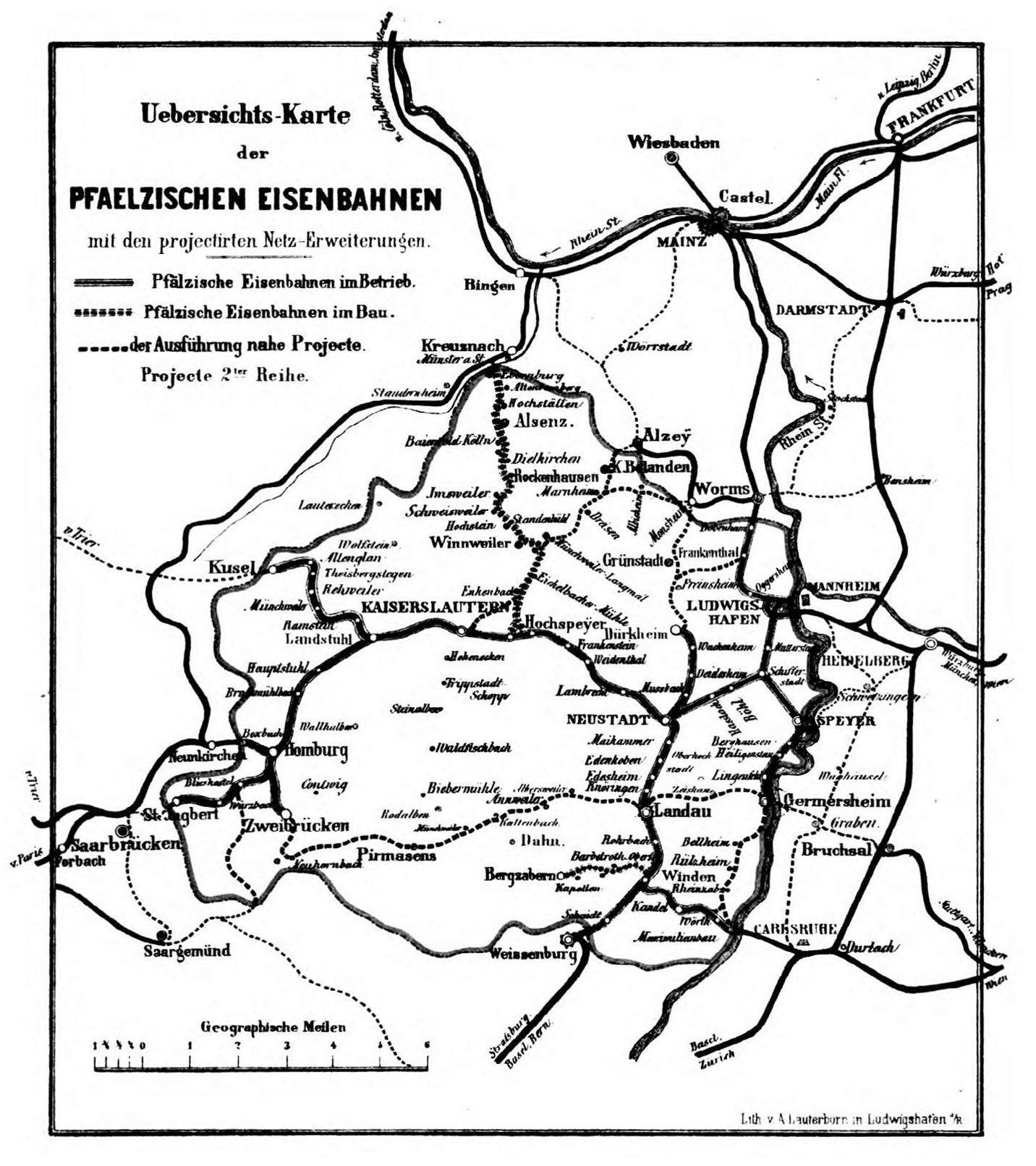
Eisenbahnnetz in der Rheinpfalz 1870. Gestrichelte Linie: Planung der Strecke Zweibrücken – Landau über Hornbach (nicht realisiert)

Die Bahnstrecke Zweibrücken–Brenschelbach, auch Hornbachbahn oder Hornbachtalbahn – war eine Nebenbahn innerhalb der Pfalz, die Zweibrücken mit Brenschelbach verband. Die Strecke wurde in zwei Etappen im Zeitraum von 1913 bis 1916 fertiggestellt. Da das benachbarte Elsass-Lothringen, in dem sich die projektierte Verlängerung befand, nach dem Ersten Weltkrieg an Frankreich zurückfiel, erübrigte sich diese. Bereits mit dem Ende des Zweiten Weltkrieges im Jahr 1945 endete der Verkehr zwischen Hornbach und Brenschelbach. Auf dem restlichen Teilstück wurde der Personenverkehr 1967 eingestellt, vier Jahre später folgte der Güterverkehr zwischen Ixheim und Hornbach. 1996 kam auch für das Reststück Zweibrücken–Ixheim das Aus. Zwischen Ixheim und Brenschelbach ist die Strecke inzwischen abgebaut.

## Geschichte

### Bahnprojekte rund um das Hornbachtal
Erste Pläne, das Hornbachtal ans Eisenbahnnetz anzuschließen, gab es bereits Mitte der 1860er Jahre. Im Zuge der damaligen Planung der Strecke von Landau nach Zweibrücken im Königreich Bayern sollte die Trasse westlich von Pirmasens entweder über Dellfeld und Contwig Zweibrücken erreichen oder entlang der Felsalb über Walshausen die Stadt Hornbach anbinden und von dort über Ixheim nach Zweibrücken laufen. Eine Verknüpfung mit einer späteren Bahnlinie, die von Zweibrücken beziehungsweise Hornbach aus nach Frankreich führen würde, war von vornherein ins Auge gefasst worden. Letztere sollte zudem als Transitstrecke ins Elsass und in die Schweiz fungieren. Am 21. August 1865 begann die ministerielle Erschließung dieses Projekts. Dies erregte das Misstrauen Frankreichs.
Bald stellte sich jedoch heraus, dass aufgrund der bewegten Topografie der Region um Pirmasens die Baukosten der geplanten Ost-West-Magistrale sich auf mehr als 13 Millionen (Gulden?) beziffern würden. Ein vom Planungskomitee engagierter Ingenieur legte deshalb nahe, die Strecke nicht über die Schuhstadt zu führen. Stattdessen sollte die Trasse in den Tälern von Rodalb und Schwarzbach verlaufen und somit Pirmasens verfehlen.
Pirmasens forderte jedoch weiterhin einen direkten Anschluss und ließ zwei Varianten einer Direktanbindung ausarbeiten. Die bayerische Regierung favorisierte jedoch eine Trassierung entlang von Rodalb und Schwarzbach, wobei die Anbindung der Schuhstadt über eine Stichstrecke erfolgen sollte. Die Mehrheit des Stadtrates votierte schließlich mit 24:14 Stimmen für den Regierungsentwurf. Damit rückte ein Eisenbahnanschluss der Gemeinden im Hornbachtal zunächst in weite Ferne.

### Konkrete Planung
1874 folgte der Entwurf einer Strecke von Zweibrücken nach Bitsch, das drei Jahre zuvor mit Elsass-Lothringen an das Deutsche Reich abgetreten worden war. Die Bahnlinie sollte 32,58 Kilometer lang sein; davon sollten 13,15 Kilometer auf bayerischem Terrain liegen und der Rest auf dem des Reichslandes. Bayern nahm sie am 12. Februar 1878 in einen Gesetzesentwurf auf und war bereit, eine Zinsgarantie zur Verfügung zu stellen, solange der lothringische Streckenteil vom Reich errichtet würde.
Dennoch konkretisierte sich die Realisierung der unter anderem aus strategischen Gründen geforderten Bahn erst gegen 1900. Die Bewohner des Bitscher Landes drängten auf ihre Realisierung, da sie sich wirtschaftliche Vorteile durch leichteren Zugang zur Saarkohle sowie zu den Städten Kaiserslautern und Pirmasens erhofften. Unterstützung erhielten sie außerdem vom Reichstagsabgeordneten Louis Leinenweber, der auf kaum vorhandene Bahnverbindungen des nordöstlichen Elsass-Lothringen in dessen Grenzbereich zu Bayern verwies.
1902 beschloss die kaiserliche Regierung den Bau einer Eisenbahnlinie Zweibrücken–Münzthal-St. Louis. Sie sollte in Nord-Süd-Richtung durch das Schwalbtal verlaufen und die bayerische Pfalz mit dem Reichsland Elsass-Lothringen und Zweibrücken über Hornbach, Wolmünster und Siersthal mit Münzthal-St. Louis mit seinen Glas- und Kristallmanufakturen verbinden. Dort war ein Anschluss an die 1897 fertiggestellte Stichstrecke von Wingen an der Moder an der Bahnstrecke Straßburg–Saargemünd vorgesehen. Die Bahnstrecke Saargemünd–Hagenau sollte mit einem 1005 Meter langen Tunnel zwischen Lambach und Münzthal-St. Louis bei einer Höhendifferenz von 70 Metern unterquert werden. Eine direkte Verbindung der beiden Strecken war nicht vorgesehen, wurde aber verschiedentlich in Form einer Verbindungsstrecke zwischen Siersthal und Kleinrederchingen bzw. Bitsch gefordert.

### Bau, Eröffnung und Folgezeit
Der Bau wurde von Arbeitskräften aus der Pfalz, dem Elsass, Lothringen und Italien getätigt. Dabei entstanden mehrere Brücken über den Hornbach und über dessen Zuflüsse.
Am 15. Dezember 1913 wurde der Streckenabschnitt nach Hornbach eröffnet. Betreiber waren die Königlich Bayerischen Staatseisenbahnen, die seit dem 1. Januar 1909 für das gesamte pfälzische Eisenbahnnetz zuständig waren. Ende 1913 waren die Grundstückskäufe und Enteignungen rund um Wolmünster abgeschlossen. Die Erdarbeiten im Tal reichten bis nach Weiskirch. Das Ausheben des 1005 Meter langen Tunnels wurde bei Enchenberg und Lemberg in Angriff genommen, wie auch die Bauarbeiten für verschiedene Bahnhöfe. Die Bauarbeiter waren hauptsächlich Italiener. Nach der Kriegserklärung im August 1914 wurden sie interniert, denn ihr Heimatland hatte sich den Mittelmächten nicht angeschlossen. Die Bauarbeiten wurden eingestellt. Am 1. Oktober 1916 wurde die Hornbachbahn genannte Strecke mitten im Krieg bis nach Brenschelbach verlängert. Dass Elsass und Lothringen nach dem Krieg zurück an Frankreich fielen, verhinderte die Vollendung des Bahnprojekts endgültig.
Zum 1. April 1920 wurde die Strecke Eigentum der Deutschen Reichsbahn. 1922 erfolgte die Eingliederung der Strecke in die neu gegründete Reichsbahndirektion Ludwigshafen. Bei deren Auflösung wechselte sie zum 1. April 1937 in den Zuständigkeitsbereich der Reichsbahndirektion Saarbrücken.

### Stilllegung
Durch die Evakuierung der Roten Zone war der Verkehr auf der Strecke von 1939 bis 1941 und durch die Zerstörungen am Ende des Zweiten Weltkriegs eingestellt. Die Strecke wurde zunächst bis zu einem Punkt zwischen den Betriebsstellen Altenhornbach und Hornbach wieder in Betrieb genommen und dort der Haltepunkt Unterbeiwalderhof als provisorisches Streckenende eingerichtet. Zum 9. Juli 1950 ging dann die Strecke bis zum Bahnhof Hornbach wieder in Betrieb, gleichzeitig wurde der Haltepunkt Unterbeiwalderhof aufgehoben. Nach dem Krieg war zwischen dem nun saarländischen Brenschelbach und dem ab 1946 rheinland-pfälzischen Hornbach eine Landes- und Zollgrenze entstanden, weshalb die Strecke nur bis Hornbach wieder in Betrieb ging. Zuvor mussten mehrere im Zuge der Kampfhandlungen zerstörte Brücken wiederaufgebaut werden. Betreiber der Strecke war nun die Betriebsvereinigung der Südwestdeutschen Eisenbahnen (SWDE). Diese gliederte die Hornbachbahn in die Bundesbahndirektion Mainz ein. 1952 ging die SWDE endgültig in der Deutschen Bundesbahn auf.
1956 wurde der Vereinfachte Nebenbahndienst eingeführt, Zugleitbahnhof war Zweibrücken Hauptbahnhof. 1959 befuhren noch sieben Zugpaare die Reststrecke. Am 24. September 1967 wurde der Personenverkehr eingestellt und die Einstellung des Güterverkehrs jenseits von Zweibrücken-Ixheim angekündigt. Im Zuge der Auflösung der Bundesbahndirektion Mainz kam die Hornbachbahn 1971 zur Bundesbahndirektion Saarbrücken. Am 23. Mai 1971 wurde auch der Güterverkehr auf dem Abschnitt Ixheim–Hornbach eingestellt und zwei Jahre später ab Ixheim die Gleise abgebaut. Der kurze Abschnitt von Zweibrücken bis Ixheim wurde danach noch bis 1. Juni 1996 als Gleisanschluss für einen Industriebetrieb genutzt. Zum 1. Juni 1996 folgte auch die Einstellung des Güterverkehrs auf dem Reststück und darauf dessen Stilllegung.
Ende der 1970er Jahre wurde zwischen Rimschweiler und Hornbach auf der früheren Bahntrasse ein Rad- und Wanderweg angelegt, der inzwischen Teil des Europäischen Mühlenradweges ist. Von Hornbach bis Brenschelbach ist der Bahndamm größtenteils zugewachsen und der Verlauf der Trasse ist nur noch zu erahnen.

## Streckenverlauf

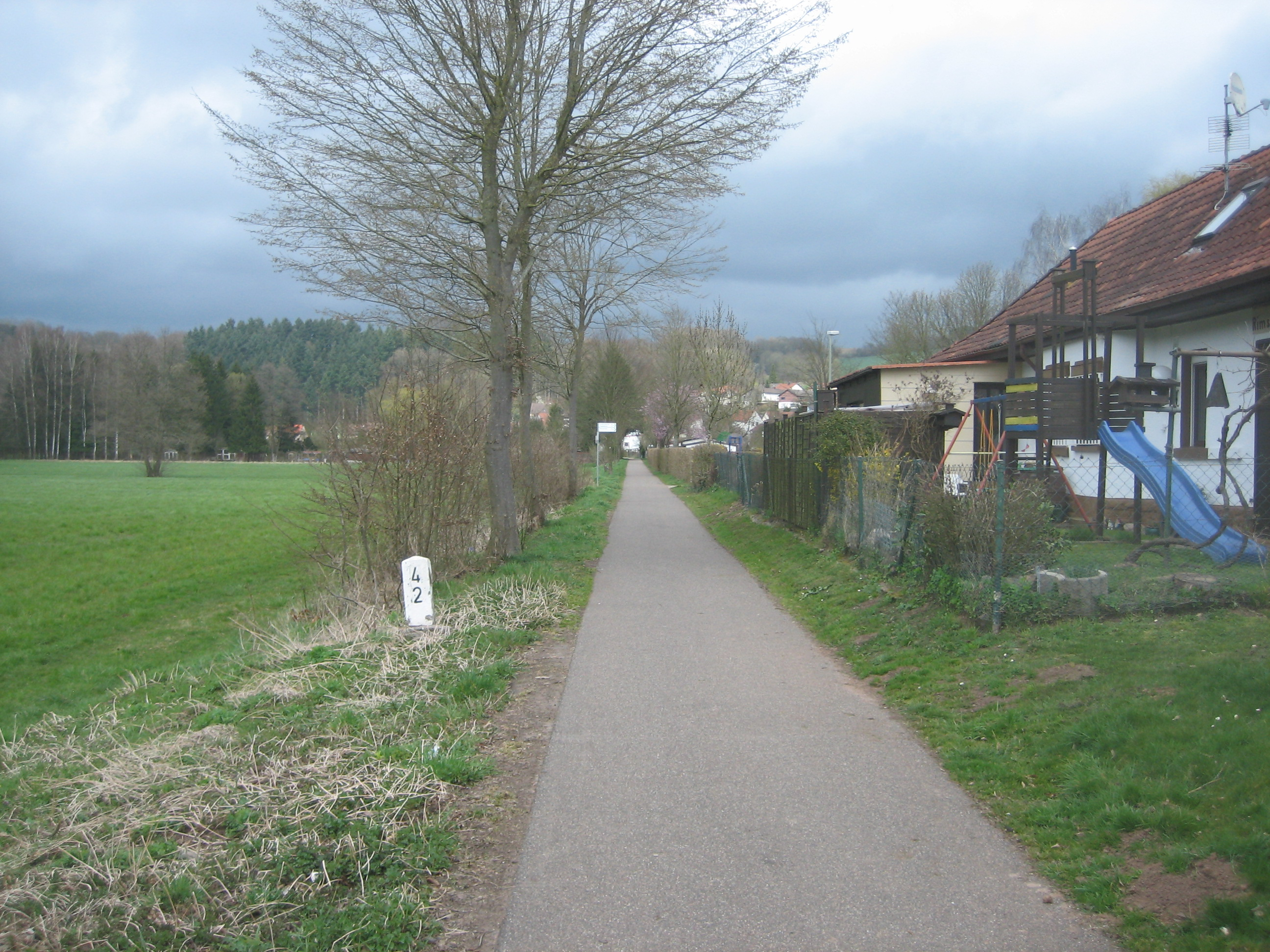
Frühere Bahntrasse in Rimschweiler, rechts das ehemalige Empfangsgebäude

Nach dem Zweibrücker Hauptbahnhof biegt die Hornbachbahn, deren Trasse bis Ixheim noch vorhanden ist, von der Bahnstrecke Landau–Rohrbach in südlicher Richtung ab und unterquert nacheinander die Bundesstraße 424, die Landesstraße 471 und die Bundesautobahn 8. Bis kurz vor Hornbach orientiert sie sich am gleichnamigen Fluss, danach verläuft die restliche Strecke im Schwalbtal. Hier quert die Strecke die Landesgrenze zwischen Rheinland-Pfalz und dem Saarland. Nach insgesamt rund 13 Kilometern endet die Strecke bei Brenschelbach-Bahnhof dicht an der deutsch-französischen Grenze.

## Verkehr
In den 1950er Jahren bestritten Triebwagen der Baureihe 33.2 aus Landau den Personenverkehr der Hornbachbahn.

## Betriebsstellen

### Zweibrücken Hauptbahnhof

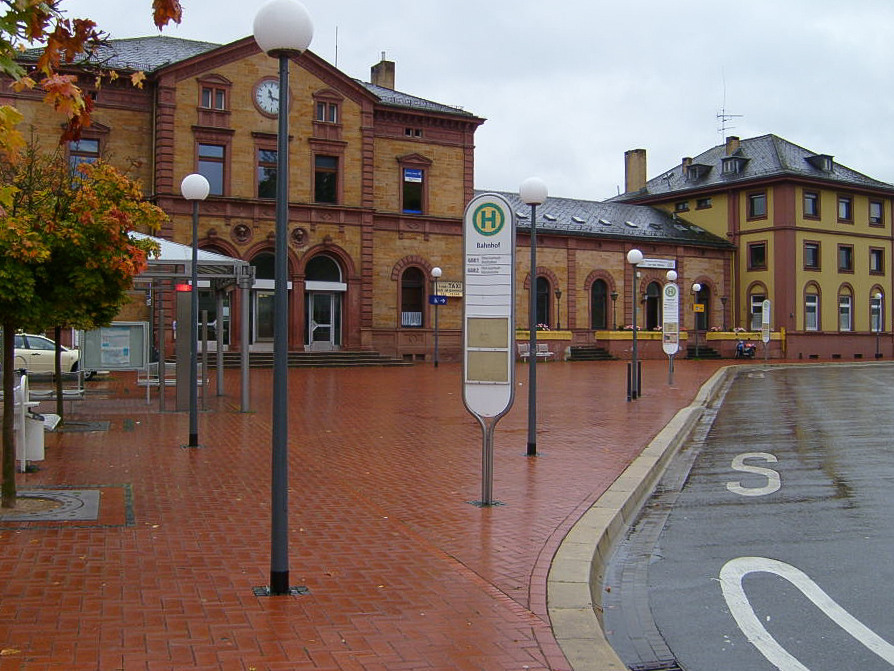
Hauptbahnhof von Zweibrücken

Der Bahnhof, der zunächst nur den Namen Zweibrücken trug, wurde im November 1875 eröffnet und ersetzte seinen Vorgänger von 1857, der sich näher an der Stadt befunden hatte. Seinen heutigen Namen erhielt er zum 1. Oktober 1941. Der einstige Fernverkehrshalt wird nur noch von Nahverkehrszügen angefahren, ebenso wurden seine Gleisanlagen deutlich verringert. Die Bedeutung im Güterverkehr verschwand ebenfalls komplett. Im Zuge der Stilllegung der Hornbachbahn und der Verbindung nach Homburg verlor er zudem seine einstige Funktion als Knotenpunkt. 1991 erfuhr der Zweibrücker Hauptbahnhof eine größere Demontage: Von 13 Gleisen wurde er auf insgesamt vier (heute nur noch drei) reduziert. Im selben Jahr wurde das ehemalige Zweibrücker Betriebswerk, das die letzten zwei Jahrzehnte als Außenstelle seines Pendants in Saarbrücken gedient hatte, samt Lokschuppen aufgegeben. Zudem erfolgte 2000 die Demontage sämtlicher Gleisanschlüsse innerhalb von Zweibrücken.

### Zweibrücken-Ixheim
Der Bahnhof Zweibrücken-Ixheim, dessen Gleisanlagen noch vorhanden sind, befand sich am südlichen Ortsrand von Ixheim. Während der Zeit der Bayerischen Staatseisenbahnen war er als Stationstyp 2 geführt, was bedeutete, dass er „Personen-, Gepäck- und Eilgut-Verkehr“ aufwies. Ursprünglich hieß er lediglich Ixheim, ehe er zum 1. Oktober 1941 in Zweibrücken-Ixheim umbenannt wurde. Damit wurde der drei Jahre zuvor erfolgten Eingemeindung des Ortes nach Zweibrücken Rechnung getragen. 1964 wurde er vom Bahnhof zur Haltestelle herabgestuft, ab 1971 war er Endpunkt der Strecke. Noch bis 1996 wurde er im Güterverkehr bedient. Bis zu ihrer Einstellung im Jahr 1992 wurde der Bahnhof außerdem im Herbst im Zuge der Rübenkampagne zur Verladung von Zuckerrüben bedient.

### Rimschweiler
Der Bahnhof Rimschweiler befand sich am nordwestlichen Ortsrand von Rimschweiler. Während der Zeit der Bayerischen Staatseisenbahnen war er als Stationstyp 2 geführt, was bedeutete, dass er „Personen-, Gepäck- und Eilgut-Verkehr“ aufwies. Zum 1. März 1952 wurde der Bahnhof zu einem Haltepunkt herabgestuft, die Signalanlagen entsprechend angepasst und mit einem Agenten besetzt. Das ehemalige Empfangsgebäude dient heute als Wohnhaus.

### Althornbach

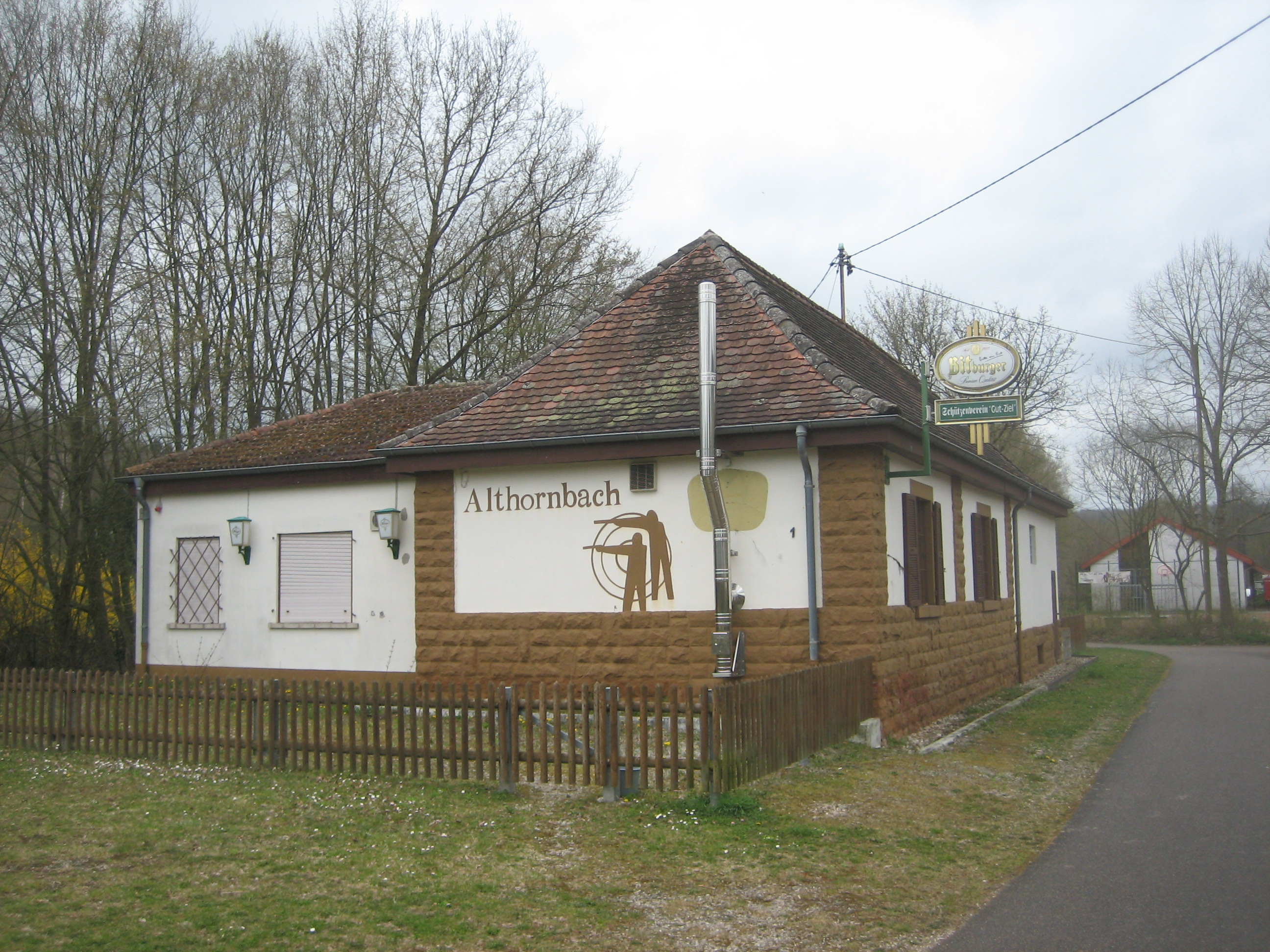
Früherer Bahnhof Althornbach

Der Bahnhof Althornbach befand sich am nordwestlichen Ortsrand von Althornbach westlich der Bahngleise. Während der Zeit der Bayerischen Staatseisenbahnen war er als Stationstyp 2 geführt, was bedeutete, dass er „Personen-, Gepäck- und Eilgut-Verkehr“ aufwies. Zum 1. März 1952 wurde der Bahnhof zu einem Haltepunkt herabgestuft, die Signalanlagen entsprechend angepasst und mit einem Agenten besetzt. Sein Empfangsgebäude beherbergt nun den örtlichen Schützenverein.

### Unterbeiwalderhof
Der Haltepunkt Unterbeiwalderhof wurde nach den Kriegszerstörungen als provisorisches Streckenende errichtet. Zum 9. Juli 1950 ging dann die Strecke bis zum Bahnhof Hornbach wieder in Betrieb, gleichzeitig wurde der Haltepunkt Unterbeiwalderhof aufgehoben.

### Hornbach
Von 1913 bis 1916 und von 1950 bis 1971 war der Bahnhof Hornbach Endbahnhof der Strecke. Während der Zeit der Bayerischen Staatseisenbahnen war er als Stationstyp 2 geführt, was bedeutete, dass er „Personen-, Gepäck- und Eilgut-Verkehr“ aufwies. Als der Personenverkehr 1967 entfiel, wurde der Bahnhof noch vier Jahre lang im Güterverkehr bedient. Nachdem der Bahnhof 1970 schon faktisch längere Zeit von Personal nicht mehr besetzt war, wurde er 1970 auch offiziell zu einer Dienststelle ohne Personal. Zuletzt war dort ein Kohlewagen entladen worden.

### Brenschelbach
Der Bahnhof Brenschelbach befand sich rund zwei Kilometer östlich von Brenschelbach. Er war von 1916 bis 1945 in Betrieb. Hier besteht die Häusergruppe Am Bahnhof. Wenige Meter östlich verläuft die Staatsgrenze zu Frankreich.